# Fort Worth (filme)
Fort Worth (Brasil: Domador de Motins / Portugal: Contra o Crime) é um filme norte-americano de 1951, do gênero faroeste, dirigido por Edwin L. Marin e estrelado por Randolph Scott e David Brian.

## Sinopse
Ned Britt é um ex-pistoleiro que agora se dedica a editar um jornal na cidade de Fort Worth. Fiel à verdade, ele tenta expor os planos sujos do grande criador Gabe Clevenger para conseguir mais terras. Isso leva Ned a entrar em conflito com seu amigo Blair Lunsford, na verdade um aliado de Clevenger. Blair está noivo de Flora Talbot, que, para complicar as coisas, apaixona-se por Ned. Para piorar, Clevenger decide utilizar um bando de renegados para impedir o avanço da ferrovia. Chegou a hora de Ned rever sua decisão de nunca mais pegar em armas, que, teoricamente, seriam menos fortes que a pena...

## Elenco
| Ator/Atriz      | Personagem     |
| --------------- | -------------- |
| Randolph Scott  | Ned Britt      |
| David Brian     | Blair Lunsford |
| Phyllis Thaxter | Flora Talbot   |
| Helena Carter   | Amy Brooks     |
| Dickie Jones    | Luther Wicks   |
| Ray Teal        | Gabe Clevenger |
| Lawrence Tolan  | Mort Springer  |
| Paul Picerni    | Joe Castro     |
| Emerson Treacy  | Ben Garvin     |
| Bob Steele      | Shorty         |
| Walter Sande    | Waller         |
| Chubby Johnson  | Xerife         |